# Лахта център
Лахта център (на руски: Лахта центр) е 87-етажен небостъргач, построен в северозападния район Лахта в Санкт Петербург, Русия. С височината си от 462 m тя е най-високата сграда както в Русия, така и в Европа, и шестнадесетата най-висока сграда в света. Това е и втората по височина структура в Русия и Европа, след кулата Останкино в Москва, в допълнение към това, че е втората по височина усукана сграда и най-северният небостъргач в света.
Строителството на Лахта център започва на 30 октомври 2012 г., сградата е завършена на 29 януари 2018 г. На 5 октомври 2017 г. той изпреварва кулата Изток от Кулите на Федерацията в Москва като най-високата сграда в Русия и Европа. Центърът е предназначен за мащабно многофункционално застрояване, състоящо се от обществени обекти и офиси. Първоначално проектиран от британската архитектурна фирма RMJM, проектът след това е продължен от Горпроект (2011 – 2017) под ръководството на главния изпълнител, турската компания Rönesans Holding.
На 24 декември 2018 г. Лахта център е сертифициран по критериите за екологична ефективност LEED с платинен сертификат. През август 2021 г. Газпром, базиран преди това в Москва, завършва процеса на пререгистрацията си в Санкт Петербург. Новият адрес на фирмата е Многофункционален комплекс „Лахта център“.

## История

### Планиране
Предшественикът на кулата, Охта център, първоначално е планиран да бъде по-централно разположен в центъра на Санкт Петербург. Тъй като историческият център е обект на световното наследство от 1990 г., Комитетът за световно наследство се противопостави на изграждането на 400-метровата кула, тъй като това би засегнало градския пейзаж на историческия Санкт Петербург. През декември 2006 г. директорът на Центъра за световно наследство на ЮНЕСКО Франческо Бандарин напомня на Русия за нейните задължения да го запази и изрази загриженост относно проекта. През 2007 г. Световният фонд за паметници поставя историческия силует на Санкт Петербург в списъка си за наблюдение на 100-те най-застрашени места за 2008 г. поради потенциалното строителство на сградата. Поради тази значителна обратна реакция на първоначалното предложение, центърът Охта, който е планиран от Газпром да бъде пред манастира Смолни, е преместен в Лахта.
Разрешението за строеж на първия етап от Лахта център, който включва небостъргача и стилобата, е получено на 17 август 2012 г. [15]

### Строителство
Управлението на проекта се извършва от AECOM. Германската компания Josef Gartner отговаря за остъкляването на небостъргача.
Работите по нулевия цикъл започнат на 30 октомври 2012 г. Главният изпълнител на строежа на Лахта център, турският Rönesans Holding, е избран на 22 април 2014 г.
Работата по основата и сутеренните етажи приключва през 2015 г. Набити са общо 2080 пилота. При бетонирането на основата на кулата е постигнат нов световен рекорд от 19 624 m³ за най-голямо непрекъснато бетониране, който е включен в Книгата на рекордите на Гинес. Строителството на надземните етажи на основната и атриумната сграда започва през август 2015 г. Когато достигна 37-ия етаж през юли 2016 г., Лахта център става най-високата сграда в Санкт Петербург, а на 10 май 2017 г. ядрото на сградата със 78-ия етаж достигна височина от 327,6 m, надминавайки телевизионната кула като най-високата структура в Санкт Петербург. През октомври 2017 г. с височина от 374 m е надмината и кулата Изток от Комплекс „Федерация“ в Москва като най-високата сграда в Европа, а планираната височина от 462 m е достигната през януари 2018 г.

## Дизайн
Лахта център съдържа офиси, коуъркинг център, спортен център, детски научен център и конферентен център. Сградата се обслужва от 40 асансьора. Проектът включва 1500 m² закрита изложбена площ. Част от откритата площ ще бъде използвана за демонстриране на произведения на изкуството, инсталации и скулптури. На върха на небостъргача, на височина от 357 m, има обществена площадка за наблюдение.
Дизайнът на кулата включва няколко зелени и енергоспестяващи технологии, които ѝ донасят платинен LEED сертификат. Излишната топлина, генерирана от техническите съоръжения, се използва за отопление на помещенията. Небостъргачът също така използва оборудване с намалени нива на шум заедно с шумопотискащи устройства, звукоизолиращи окачени стени и плаващи подове.
Поради особеностите на силно влажния и ветровит климат в северозападния регион на Русия, възможността за заледяване на сгради е сравнително висока. За да предотвратят пълното заледяване на шпила на кулата, инженерите заменят стъклото с метална мрежа. Стъклата на високите етажи ще се нагряват, за да се предотврати натрупването на лед.
Лахта център получава наградата „Небостъргач на годината“ на Emporis Skyscraper Awards през 2020 г. На 20 май 2021 г. небостъргачът печели наградата в категория фасаден инженеринг на CTBUH Awards. Сградата също така получава две други награди за високи постижения: наградите за структурно инженерство и геотехническо инженерство. През октомври 2021 г. Лахта център печели Голямата награда на най-голямата руска класация за инженерство и архитектура 100+ Awards.

### Лахта център 2
През май 2021 г. са обявени планове за втора сграда, която да бъде построена до Лахта център, наречена Лахта център 2. Ако бъде построен, Лахта център 2 ще се издига на 703 m и ще има 150 етажа. Това ще бъде и втората най-висока сграда в света. Към 2023 г. малък яхт клуб вече е разрушен на мястото на Лахта център 2. Очаква се строежът да завърши през 2031 г.